# Якушин, Николай Иванович
Николай Иванович Якушин (15 ноября 1927, Москва, РСФСР, СССР — 5 июля 2025) — советский и российский литературовед, журналист, писатель и просветитель, профессор кафедры литературы в Московском государственном гуманитарном университете имени М. А. Шолохова, почётный работник высшего профессионального образования Российской Федерации, член Союза журналистов России.

## Биография
Николай Иванович Якушин родился 15 ноября 1927 года в Москве. В военные годы он работал на оборонном заводе, учился в школе рабочей молодёжи.
После войны окончил факультет русского языка и литературы МГПИ им. В.И. Ленина, затем защитил кандидатскую диссертацию. Работал внештатным корреспондентом в газетах «Московский комсомолец» и «Московская правда». Работал в Московском государственном открытом педагогическом институте им. М. А. Шолохова, заведовал кафедрой истории журналистики и литературы Института международного права и экономики им. А. С. Грибоедова.
Лекции Николая Ивановича пользовались огромной популярностью у студентов.
За значительный вклад в изучение и популяризацию творческого наследия Фёдора Михайловича Достоевского в 2021 году Николай Иванович был награждён орденом «Звезда Достоевского».
Николай Якушин — автор, составитель, подготовитель многочисленных научно-методических статей, учебников и учебных пособий, сборников и антологий, посвящённых творчеству А. С. Пушкина, Н. А. Некрасова, И. С. Тургенева, Н. А. Добролюбова, Н. Г. Помяловского, Г. З. Елисеева, С. С. Синегуба и других авторов. Работы учёного получили широкую известность и признание не только в России, но и за рубежом.
Николай Иванович Якушин является автором более 200 публикаций (в том числе свыше 20 книг и учебных пособий).
Скончался 5 июля 2025 года в возрасте 97 лет. Прощание состоялось 10 июля в Богоявленском соборе в Елохове.

### Статьи
- Якушин Н. И. «Причудливо смешались свет и тени» [печатный текст] / Якушин, Николай Иванович, Автор // Сердца чуткого прозреньем : Повести и рассказы русских писательниц XIX века [печатный текст] / Якушин, Николай Иванович, Составитель (Compiler); Матрёшин, Александр Валентинович, Художник (Artist); Мугуев, Т. М., Редактор (Editor); Преображенская, В. А., Технический редактор, типограф (Typographer). — Москва : Советская Россия, 1991 . — С. 3—18. — Библиография в подстрочных примечаниях .